# Wyspa Jana Zabawy-Wróblewskiego
Wyspa Jana Zabawy-Wróblewskiego (wcześniej nieoficjalnie Brysna) – sztuczna wyspa położona na Zalewie Szczecińskim. Powstała w latach 2021–2022 podczas pogłębiania toru wodnego Szczecin – Świnoujście. Jest jedną z dwóch wysp powstałych w tym czasie. Druga to położona na południe wyspa Wyspa Tadeusza Przygody-Wronowskiego (wcześniej Śmięcka). Wyspa ma powierzchnię około 123 ha, średnią wysokość 5 m. Wyspa ma zostać zalesiona i w przyszłości ma się stać ptasim rezerwatem. Kilka lat po powstaniu (w 2024) 35 hektarów zajmował zbiornik wodny.

## Nazwa
Ministerstwo Gospodarki Morskiej i Żeglugi Śródlądowej zorganizowało w 2020 r. internetowe głosowanie na nazwę wyspy. Głosów oddało łącznie 21 912 osób. Na nazwę Brysna oddano 9693 głosy, na kolejnych miejscach były Wielecka (5279 głosów) i Zabawa (2439 głosów). Nazwa Brysna jest połączaniem słów bryza i sen. Wcześniej wyspa nosiła nazwę techniczną W22. Nazwa Brysna nigdy nie została formalnie przyjęta – Ministerstwo Gospodarki Morskiej i Żeglugi Śródlądowej nie miało kompetencji do nadawania oficjalnych nazw wyspom ani prawnych podstaw do zgłaszania propozycji takich nazw. 
Formalna procedura nadawania nazwy wyspie nastąpiła, gdy rada gminy Międzyzdroje, na której obszarze leży wyspa, przyjęła uchwałę o nadaniu wyspie nazwy – w uchwale z 21 marca 2024 zaproponowano dla wyspy nazwę Jan Zabawa Wróblewski, by następnie uchwałą z 25 września 2024 r. zmienić proponowaną nazwę na Wyspa Jana Zabawy-Wróblewskiego. Propozycja ta została zaakceptowana i ogłoszona przez Ministra Spraw Wewnętrznych i Administracji w Dzienniku Ustaw, a następnie weszła w życie z dniem 1 stycznia 2025 roku.

## Przyroda
W badaniach wykonanych w czerwcu 2024 r. w stawie na wyspie stwierdzono występowanie 9 gatunków zooplanktonowych o dość dużym zagęszczeniu. Dominantem była Daphnia magna. Dość licznie występowały też Keratella quadrata i inwazyjny Acanthocyclops trajani.
W tym samym czasie woda w zbiorniku miała przewodność elektrolityczną podobną jak w otaczającym Zalewie Szczecińskim – 2782 µS/cm. W porównaniu do innych lokalnych akwenów dość duża była mętność (30 NTU) i zawartość chlorofilu a (30 µg/l).